# Тишкевич Юрій Дмитрович
Юрій Тишкевич герба Леліва (пол. Jerzy Tyszkiewicz, бл. 1600 — 16 лютого 1702) — литовський шляхтич руського походження, син маршалка господарського Дмитра Скумін-Тишкевича і княгині Ганни Михайлівни Масальської. Обіймав уря́ди віленського тивуна (1685 —1701) й войського (1658–85) та старости абельського. Дворянин покойовий Владислава IV і Яна II Казимира. Під час шведського потопу Юрій сформував за власний кошт з частки обивателів Вількомирського повіту дві козацькі хоругви. Неодноразово послував на сейм. 
Дружина — Маріанна Людвіка Криська (пол. Maryanna Ludwika Kryska), із якою мав сина Казимира. 